# هونوكا هاياشي
هونوكا هاياشي (林 穂之香) (19 مايو 1998 في يوجي في اليابان – )؛ هي لاعبة كرة قدم كانت تلعب كلاعب وسط.

## وصلات خارجية
- هونوكا هاياشي على موقع الاتحاد الدولي (مؤرشف)  (الإنجليزية)
- هونوكا هاياشي على موقع اتحاد السويد (السويدية)
- هونوكا هاياشي على موقع إي إس بي إن إف سي (الإنجليزية)
- هونوكا هاياشي على موقع قاعدة بيانات كرة القدم.إي يو (الإنجليزية)
- هونوكا هاياشي على موقع Soccerbase.com (لاعب) (الإنجليزية)
- هونوكا هاياشي على موقع Soccerway.com (الإنجليزية)
- هونوكا هاياشي على موقع عالم كرة القدم.نت (الإنجليزية)
- هونوكا هاياشي على موقع أوليمبيديا (الإنجليزية)